# Çaparlı
Çaparlı är en ort i Azerbajdzjan.   Den ligger i distriktet Ağsu Rayonu, i den centrala delen av landet, 120 km väster om huvudstaden Baku. Çaparlı ligger 83 meter över havet och antalet invånare är 773.
Terrängen runt Çaparlı är platt åt sydväst, men åt nordost är den kuperad. Närmaste större samhälle är Aghsu, 8,1 km nordväst om Çaparlı.
Trakten runt Çaparlı består till största delen av jordbruksmark. Runt Çaparlı är det ganska tätbefolkat, med 52 invånare per kvadratkilometer.